# Roman Zawodny
Roman Zawodny – polski fizyk, doktor habilitowany nauk fizycznych, specjalizuje się w fizyce teoretycznej i optyce nieliniowej, nauczyciel akademicki Uniwersytetu im. Adama Mickiewicza w Poznaniu.

## Życiorys
Studia z fizyki ukończył na poznańskim UAM, gdzie następnie został zatrudniony i zdobywał kolejne awanse akademickie. Stopień doktorski uzyskał w 1977 na podstawie pracy pt. Badanie tensorów nieliniowych podatności magneto-optycznych metodami teorii grup (promotorem był prof. Stanisław Kielich). Habilitował się w 2000 na podstawie oceny dorobku naukowego i rozprawy o tytule Aktywność optyczna dielektryków w przybliżeniu kwadrupulowo-elektrycznym i dipolowo-magnetycznym. Na macierzystym Wydziale Fizyki UAM pracuje jako adiunkt w Zakładzie Optyki Nieliniowej kierowanym przez prof. Ryszarda Tanasia, gdzie prowadzi zajęcia z optyki.
W Technikum Zespołu Szkół Mechanicznych im. Komisji Edukacji Narodowej w Poznaniu prowadzi zajęcia z optyki.
Członek Polskiego Towarzystwa Fizycznego. Swoje prace publikował m.in. w "Molecular Physics" oraz w "Acta Physica Polonica". Współautor opracowania Generacja pól kwantowych w procesie propagacji światła przez nieliniowy ośrodek aktywny optycznie (wraz z S. Kielichem i R. Tanasiem, wyd. 1987, ISBN 83-232-0049-1).